# ハイド・パーカー (海軍大将)

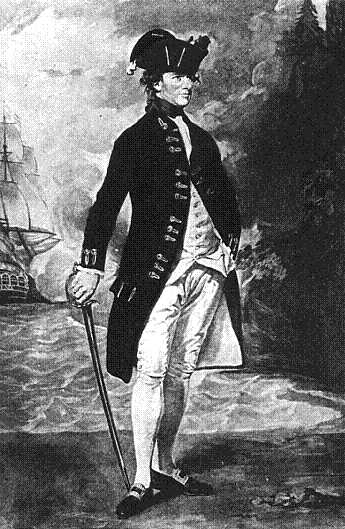
ロムニーによる肖像

ハイド・パーカー（英: Hyde Parker, 1739年 - 1807年3月16日）は、イギリス海軍の提督。

## 人物
5代準男爵ハイド・パーカー中将の次男として、イギリスのデヴォンシャーで生まれた。若いうちにイギリス海軍に入隊し、大部分を父親の艦ですごしながら1758年1月25日に海尉に昇進した。
その5年後の1763年7月18日には勅任艦長となり、1766年からは西インドや北米海域で任務に就いていた。彼の名声を高めた作戦としては、1776年にニューヨークを流れるノース川の防備を突破したものがあげられる。この功績により、1779年にナイトの称号を授与された。1778年にはサバンナ遠征に参加し、翌年に当時敵対していたキューバの沿岸に難破することもあったが、塹壕を構築して難を逃れた。
パーカーは父とともにドッガー・バンク海戦に参加し、ジブラルタル海峡におけるリチャード・ハウ提督の2つの軍事行動にも加わった。1793年2月1日にフランス革命戦争が始まると同時に少将に昇進し、トゥーロンやコルシカでサミュエル・フッド提督の下任務に就いた。1794年7月4日には中将となり、ウィリアム・ホータム提督の不徹底に終わった2つの海戦に参加した。1796年から1800年の間はジャマイカに配備されており、西インド方面の指揮に能力を発揮した。
パーカーが大将となったのは1799年2月14日で、1801年には武装中立同盟を打ち砕くための艦隊を任された。このときの次席指揮官はホレーショ・ネルソンである。作戦目標であるコペンハーゲンは1801年4月2日に陥落したが、これはネルソンの猛攻によるものでパーカーの艦隊主力はあまり勝利に貢献していなかった。勝利の後もパーカーはバルト海への進撃をためらい、この決断が激しい非難を浴びて結局遠征指揮官の任を解かれることとなった。その後、パーカーは1807年3月16日に死去した。
なお同名の息子ハイド・パーカーもイギリス海軍の軍人で、後に海軍卿となった。